# Begleitprogramm (Medien)
Als Begleitprogramm (auch Tagesbegleitprogramm) werden Hörfunkformate bezeichnet, die darauf ausgerichtet sind, den Hörer über einen längeren Zeitraum, im Idealfall ganztägig, an das Programm zu binden. Besonderes Merkmal ist dabei die Strategie, Inhalte zu transportieren, die kein aktives Zuhören oder Konzentration auf den Inhalt erfordern, sondern während des Tagesablaufes im Hintergrund eingeschaltet bleiben und gleichzeitig andere Tätigkeiten ermöglichen. In der Regel bedeutet dies einen sehr hohen Musikanteil. Oft als „Begleitprogramm“ bezeichnet werden Sender mit den Formaten Adult Contemporary oder Contemporary Hit Radio.
Abwertend werden solche Formate auch als Dudelfunk bezeichnet.